# 標準人壽安本

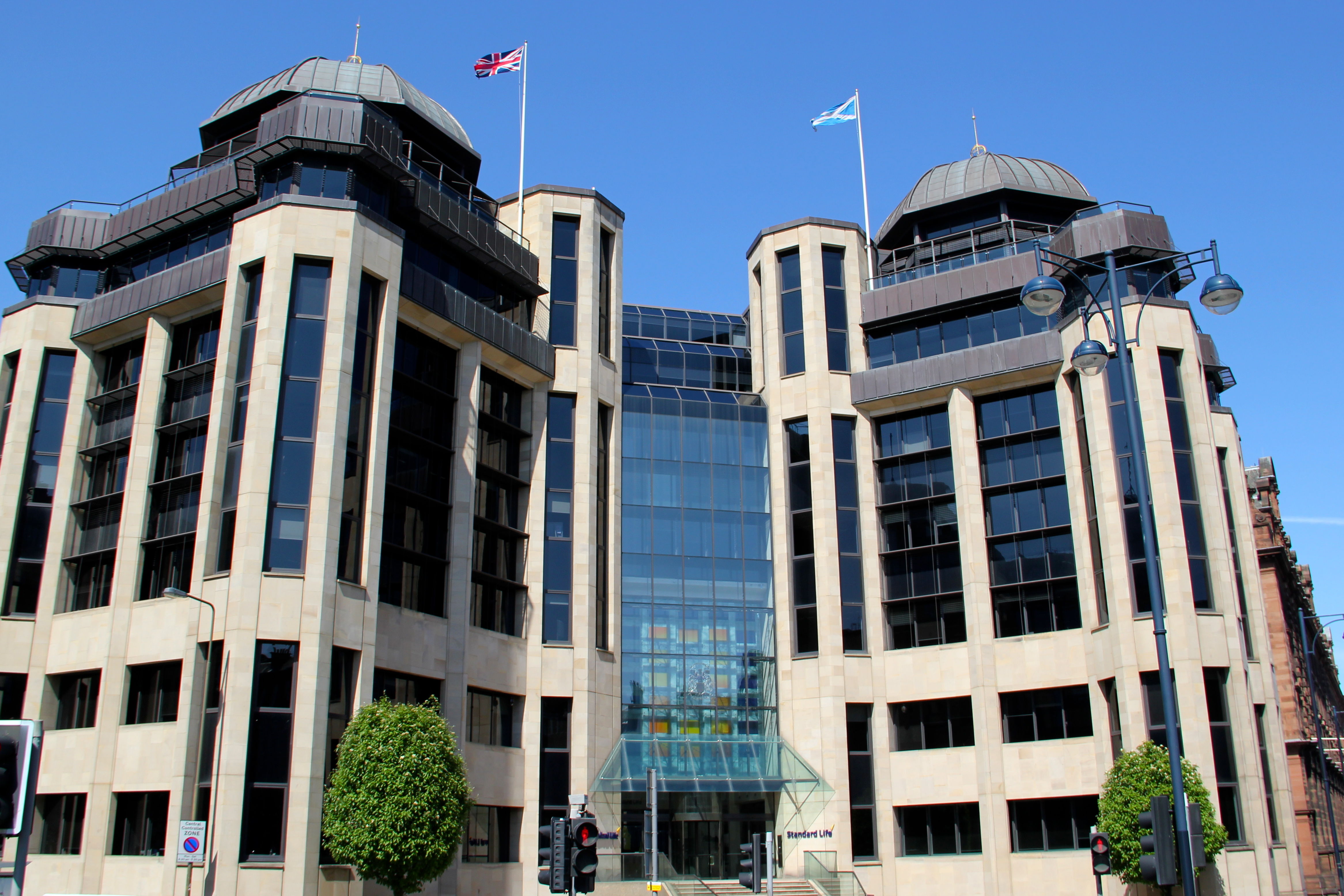
位於愛丁堡的總部大樓

標準人壽安本（Standard Life Aberdeen plc）是一家總部位於英國蘇格蘭愛丁堡的金融服務公司，建立於1825年，現在是世界主要金融公司之一。

## 歷史
標準人壽1825年成立。19世紀時就已經在加拿大、印度、中國和烏拉圭開設辦公處了。2006年在倫敦證券交易所上市。
該公司的銀行業務“標準人壽銀行”在2010年1月賣給了巴克萊銀行，同年5月將醫療保健業務賣給來南非的Discovery Holdings，12月以4200萬英鎊買下金融軟件公司Focus Solutions Group。
2014年9月，標準人壽同意將其加拿大業務以約37億美元的價格買給宏利金融。
2017年3月6日標準人壽和安本资产管理，以換股方式合併成英國英國最大的投資管理公司，管理資產達6600億英鎊，標準人壽將佔合併集團66.7％股權，安本則佔33.3％。
2017年3月28日標準人壽公布，將旗下標準人壽保險（亞洲）售予標準人壽的中國合資人壽保險企業－恒安標準人壽保險。 
2018年2月24日標準人壽安本以32億英鎊出售保險業務予鳳凰集團控股（Phoenix Group Holdings），完成後，公司業務為單一資產管理公司。標準人壽安本將可獲22.8億元現金，19.99%的Phoenix股權。
2021 年 2 月，标准人寿安本公司宣布正在考虑出售或完全放弃使用“Standard Life”名称。 2021 年 4 月，该公司宣布，在 2018 年将Standard Life保险业务出售给Phoenix，并于 2021 年将标准人寿品牌也出售给Phoenix后，将更名为 abrdn plc。新品牌，发音为“Aberdeen”，由品牌代理机构 Wolff Olins 开发，被批评为难以发音，但首席执行官斯蒂芬伯德表示，以反映“重点明确”。更名于 2021 年 7 月完成。

## 外部連結
- 官方網站（繁體中文）
- Official website （页面存档备份，存于）（英文）
- Standard Life Assurance Company of Canada
- Standard Life Healthcare

55°56′54″N 3°12′26″W / 55.948312°N 3.207092°W